# Stina Persson
Stina Persson (* 1972 in Lund) ist eine schwedische Illustratorin und Modezeichnerin.

## Leben und Werk
Stina Persson wurde 1972 in Lund geboren. Sie studierte Bildende Kunst in Perugia und Modedesign am Institut Polimoda in Florenz. Von 1995 bis 1997 absolvierte sie ein Studium der Illustration am Pratt Institute in New York. 
Persson verwendet Tinte, Aquarell oder Collagen mit ausgeschnittenen Papieren. Ihr Stil bewegt sich zwischen Mixed-Media und abstrakter Kunst. Sie verbindet auf innovative Weise traditionelle und moderne Elemente in der Illustration. Heute gehört Tina Persson zu den populärsten Illustratoren Schwedens mit Aufträgen für u. a. Nike, Sony, Louis Vuitton, L’Oréal und viele in- und ausländische Zeitschriften sowie Magazine. Ihre Werke wurden bereits in den USA, Japan, Schweden, Estland und Polen in Ausstellungen gezeigt. Persson lebt und arbeitet in Stockholm.

## Ausstellungen (Auswahl)
- 2015: New Nordic Fashion Illustration Vol. 2, Estonian Museum of Applied Art and Design, Tallin[5]
- 2010: Perfectly Flawed, Gallery Hanahou, New York[6]
- 2007: Immacolata and her Friends, Gallery Hanahou, New York[7]